# Назарук, Вячеслав Михайлович
Вячесла́в Миха́йлович Назару́к (4 марта 1941, Москва, СССР — 28 января 2023, Москва, Россия) — советский и российский художник-мультипликатор, художник-постановщик, живописец, скульптор.

## Биография
Родился 4 марта 1941 года в Москве. С трёх лет проявлял интерес к скульптуре и рисованию. Учился в художественной школе Советского района г. Москвы, занимавшей двухэтажный особняк XVI века совместно c музыкальной школой.
В 1965 году окончил художественно-графический факультет Московского государственного педагогического института имени В. И. Ленина.
В 1965—1966 годах проходил воинскую службу в ВС СССР.
В 1968 году прошёл курсы художников-постановщиков ЦТ при Госкомитете по телевидению и радиовещанию. С этого же года — работа в Т/О Экран художником-постановщиком. За время работы создано 17 фильмов-спектаклей и более 45 мультипликационных фильмов.
С 1979 года член Московского Союза художников. В 1982 году принят в Союз кинематографистов СССР.
В 1991—1992 годах приглашён на киностудию Дисней-фильм в США для обмена опытом (чтение лекционных курсов по теории рисунка, живописи и композиции).
В последние годы жизни занимался написанием картин о событиях в древнерусской истории.
Как художник-мультипликатор создал более 45-ти фильмов и таких персонажей, как кот Леопольд, Мамонтёнок и крошка Енот.
Умер 28 января 2023 года в Москве, на 82-м году жизни. Церемония прощания и отпевание состоялись 1 февраля 2023 года в Храме царевича Дмитрия, находящемся при Первой градской больнице. Прах захоронен на Николо-Архангельском кладбище.

## Награды
- Лауреат Государственной премии СССР за произведения литературы и искусства для детей (1985) — за серию мультипликационных фильмов о коте Леопольде.
- Книжная графика В. М. Назарука к изданию «Семь сказок Пушкина» была отмечена Почётным дипломом Комитета по печати РФ[8].
- В 2016 — XIII Международный благотворительный кинофестиваль «Лучезарный ангел» — в номинации «За выдающийся вклад в отечественный кинематограф» награждён Специальным призом Дирекции кинофестиваля[9].

## Мультипликация

### Художник-постановщик
- «Аистёнок и пугало» (1970)
- «Тримпу» (1971)
- «Весёлые страдания» (1972)
- «Яблоко» (1972)
- «Осторожные козлы» (1972)
- «Заяц — симулянт» (1972)
- «Первые встречи» (1973)
- «Элли в волшебной стране» (1973)
- «Сами виноваты» (1974)
- «Крошка Енот» (1974)
- «Состязание» (1974)
- «Пляжный сервис» (1974)
- «Картина. Ехал Ваня» (1975)
- «В стране ловушек» (1976)
- «Мистер Твистер» (1977)
- «Петрушка-иностранец» (1977)
- «Честное слово» (1978)
- «Ушастик» (1979)
- «Кот в сапогах» (1979)
- «Дом для леопарда» (1979)
- «Клякса» (1980)
- «Бокс» (1980)
- «Водное поло» (1980)
- «Велоспорт» (1980)
- «Волейбол» (1980)
- «Мама для мамонтёнка» (1981)
- «Раз ковбой, два ковбой» (1981)
- «Клад кота Леопольда» (1981)
- «Телевизор кота Леопольда» (1981)
- «Прогулка кота Леопольда» (1982)
- «Мы, строили строили!» (1982)
- «Молот-Тора» (1982)
- «Красный нос» (1982)
- «Честная игра» (1982)
- «А к нам приехал Цезарь» (1982)
- «У Вас твоя очередь» (1982)
- «День рождения кота Леопольда» (1982)
- «Копейка» (1982)
- «Лето кота Леопольда» (1983)
- «Интервью с котом Леопольдом» (1984)
- «Кот Леопольд во сне и наяву» (1984)
- «Заповедник» (1984)
- «Чертёнок с пушистым хвостом» (1985)
- «Поликлиника кота Леопольда» (1986)
- «Автомобиль кота Леопольда» (1987)

## Станковая живопись
В 1980 году, к 600-летию победы на Куликовом поле, художник написал для Государственного исторического музея (по заказу Министерства культуры РСФСР) картину «Куликовская битва».
В дальнейшем появилась большая серия картин, посвящённых событиям древнерусской истории. Особый интерес представляет триптих «Слово о полку Игореве».